# ラシ (学者)
ラシ（1040年2月22日 – 1105年7月13日）は、中世フランスの学者、ユダヤ教のラビ。本名はシュローモー・イツハーキー（רבי שלמה יצחקי）。

## 生涯
1040年にフランス北部のシャンパーニュ地方トロワで誕生。5歳の時から主として父親からトーラーを学ぶ。父親は早くに死去した。ドイツのウォルムスにあるイェシーバーで学ぶ。さらに同国のマインツにあるイェシーバーにも通った。ラシは17歳のころに結婚。3人の娘をもうけた。25歳のころ、トロワに帰郷したあと、ラビ法廷ベートディーンの一員になる。ハラーハーを注解。1070年に弟子たちを集めイェシーバーを開校、トロワは一躍、ユダヤ教研究の重要な拠点、中心地となる。1096年には第1回十字軍の襲撃に衝撃を受ける。1105年に故郷トロワで死去。
ラシはヘブライ語聖書やタルムードを鋭く注解し、後年、数多くのトサフィストたちを生み出すなど、その注解書は大きな影響力を持った。